# Eths
Eths (stylisé eths) est un groupe de metal extrême français, originaire de Marseille. À ses débuts, Eths publie plusieurs maxi CD, dont le plus célèbre Samantha, et sort son premier véritable album, Sôma. Le groupe est souvent sur la route et enchaîne les tournées ; il se produit dans la France entière ainsi qu'en Europe.
La voix de la chanteuse Candice, et plus tard Rachel, sont partagées entre des parties mélodiques et des parties gutturales. Les musiciens quant à eux s'appliquent à créer une ambiance tantôt malsaine avec un son très lourd, tantôt plus douce et mélodique comme dans Ailleurs c'est ici ou L'instant sourd qui reste tout de même dans l'ambiance oppressante qui caractérise la musique du quintet. Le groupe annonce sa séparation le 30 novembre 2016 après un dernier concert le 5 avril 2017.
Le groupe figure comme seul groupe français sur la playlist Women in Metal créée par Spotify le 25 avril 2025 à l'occasion d'un événement célébrant les femmes du milieu metal.

## Biographie

### Formation et débuts (1999–2005)
Staif Bihl forme en 1996 le groupe What's the Fuck avec des amis de collège dont Gregory Rouviere. L'année suivante, Candice Clot, la meilleure amie de l'ex-compagne de Bihl, intègre le groupe, et ils se rebaptisent Melting Point.
Le groupe est membre cofondateur (avec Tripod, Babylon Pression et Ed Mushi) du collectif metal marseillais Coriace, créé en 1998 pour permettre à des groupes régionaux de rassembler leurs moyens en commun afin de mieux se faire connaître.
En 1999, Guillaume rejoint le groupe après avoir quitté sa formation initiale, Shockwave. Six mois plus tard, c'est Roswell qui se joint à eux. Au sein du collectif Coriace, le groupe est de plus en plus apprécié. Les membres de la formation décident alors de changer de nom : ils optent d'abord pour Hets, puis changeront en Eths après s'être aperçus que « hets » signifie « hétéro » en anglais.
Eths est leur projet de lycée, le groupe débute en faisant des reprises de Sepultura et Metallica.
En 2004, le groupe publie son premier album studio, intitulé Soma.

### TératologieetIII(2006–2014)

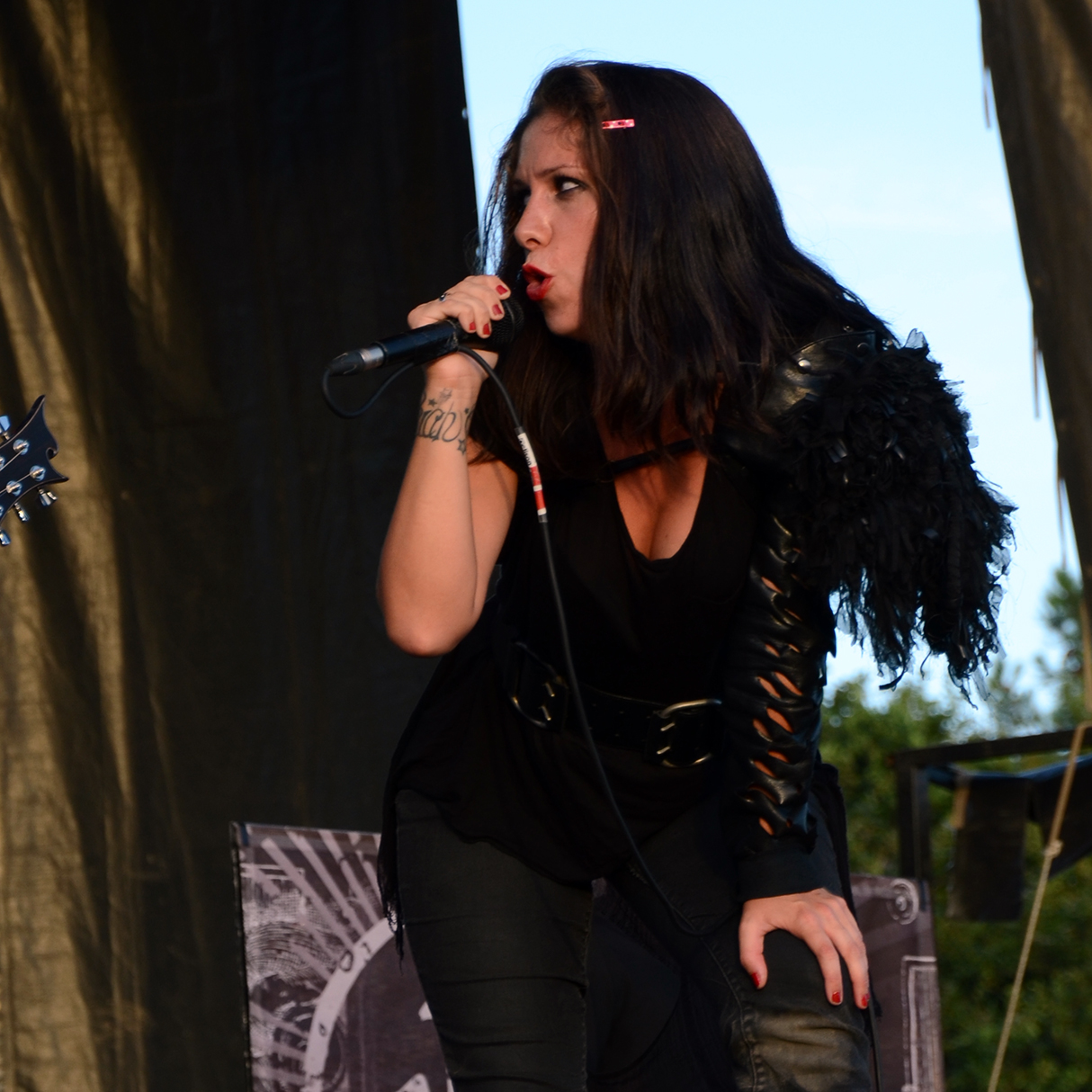
Candice sur scène en 2012.

Le 27 juin 2006, Eths fait passer un communiqué officiel sur son site annonçant le départ de Guillaume et Roswell pour « divergence de point de vue ». Le reste du groupe tient à signaler cette séparation en bons termes et travaille sur un nouvel album enregistré par Fred Norguet avec la participation vocale de Pierre Rodriguez, artiste lyrique et coach vocal de Candice. Quatorze morceaux sont écrits, et les voix posées. Pierre Belleville de Lofofora assure les parties de batterie sur l'album, les bassistes Donat (Fis(ch)er) et Daniel (Tripod) du collectif Coriace, ainsi que Staif s'occupent des parties de basses.
L'album Tératologie est publié en France le 12 octobre 2007 et mondialement le 21 avril 2008. Pour la tournée, Matt (ex-Creep Athletic Club) joue la batterie et Shob (ex-Keishah) la basse. Le 31 mai 2008, Eths participe à l'Electric Festival de Madrid, aux côtés du groupe Metallica. La même année Matt (batterie) ne fait plus partie de la formation. En effet, le groupe avait convenu avec lui qu'il ne participerait qu'à la tournée Tératologie 2007/08. Il est remplacé en septembre par Morgan Berthet, également membre de Eyeless et Frontal.
À la fin de 2011, le groupe annonce le retour de Guillaume Dupré à la batterie et l'arrivée d'un nouveau bassiste. Le groupe sort son troisième album, intitulé III, le 6 avril 2012. Le 18 septembre 2012, Candice Clot décide de se retirer du groupe d'après un communiqué du label Season of Mist. Elle annonce également son remplacement par son amie Virginie Goncalves, chanteuse du groupe de métal symphonique français Kells, jusqu'à ce que la formation trouve une autre chanteuse. Le 3 avril 2013 le groupe annonce l'arrivée de la nouvelle chanteuse, Rachel Aspe, qui succède à Candice Clot. Le 26 avril 2013, Grégory « Greg » Rouvière annonce son départ provisoire, à cause d'une blessure et de problèmes personnels.
Après une longue tournée en soutien à l'album III, Eths enregistre un nouvel EP avec Rachel Aspe. Ils prévoient donc la sortie de Ex Umbra in Solem, qui comprendra de nouvelles chansons, des enregistrements live, et des chansons réenregistrées issues de leur album III. L'EP est produit par le guitariste Staif Bihl. Il comprend trois chansons du groupe enregistrées pendant leur concert le 24 octobre 2013 au Divan du Monde à Paris, et est mixé par Nikhertz au Studio Phantom.

### Ankaaet séparation (2015–2017)
Yom quitte le groupe en avril 2015 et est remplacé par le batteur R.U.L pour la tournée de leur quatrième album.
Le 30 novembre 2016, le groupe annonce sa séparation via un communiqué sur Facebook et précise qu'il réserve à ses fans une dernière surprise. Le 7 décembre 2016, le groupe annonce deux dates exceptionnelles avec la formation d'origine dont Candice Clot « en mémoire de Mika Bleu et Dju Isilion, nos deux amis partis trop tôt, et pour clôturer l'aventure Eths en beauté. » Rachel joue son dernier concert avec le groupe le 3 décembre 2016 au Chabada d'Angers.
Le groupe joue son dernier concert, intitulé The Ultimate Show, en compagnie de Candice Clot, le 30 avril 2017 au Trianon à Paris, terminant sur la chanson Ailleurs c'est ici.

### Retour sur scène (2023)
Le 15 décembre 2022, le groupe communique son retour sur scène annonçant être à l'affiche du Hellfest, le 16 juin 2023.
Deux semaines avant le Hellfest, le groupe annule sa participation au festival au motif que Candice n'est pas en phase avec le reste du groupe en situation live.

## Style musical
Eths est considéré comme un groupe de metal extrême,,,. Le style vocal utilise principalement le chant guttural et caverneux propre au death metal,, allant jusqu'aux vocaux extrêmes, rauques, typés black metal. Candice Clot fait référence dans « l'ultraviolence vocale chez les hommes comme les femmes. » Les chansons incluent des passages murmurés depuis le début de groupe, et plus de chant clair au fil des années. Rachel Aspe cite pour influences vocales Slipknot et Walls of Jericho. Le groupe joue un style rythmique incluant blast beat et double pédale de batterie très rapide ainsi que des « riffs ravageurs »,,, mêlant l'extrême du death et du thrash metal avec le groove du nu metal,. En 2016, Metal Hammer magazine cite le groupe comme « dark tech-metal. » Les compositions comportent « des ambiances torturées et des textes très personnels. » Dans le langage Français, la musique de Eths est décrite en tant que « métal-core », le groupe faisant partie du collectif Marseillais Coriace (« le French core »). Les influences du groupe incluent Sepultura, Meshuggah, Korn, Metallica, et autres.

## Membres

### Derniers membres
- Stéphane « Staif » Bihl — guitare, samples, chant (1999–2016, 2017)
- Grégory « Greg » Rouvière — guitare (1999–2013, 2017)
- Candice Clot — chant (1999–2012, 2017)
- Guillaume « Yom » Dupré — batterie (1999–2006, 2011–2015, 2017)
- Marc « Roswell » Burghoffer — basse (1999–2006, 2017)

### Anciens membres
- Damien Rivoal — basse (2011–2016)
- Rachel Aspe — chant (2013–2016)

### Membres de tournées
- Geoffrey « Shob » Neau — basse (2007–2011)
- Matthieu « Mat » LeChevalier — batterie (2007–2008)
- Morgan Berthet — batterie (2008–2011)
- Virginie Goncalves — chant (2012–2013)
- Nelly Wood — chant (2012–2013)
- R.U.L. — batterie (2013–2016)

### Membres studio
- Dirk Verbeuren (Soilwork) — batterie (sur Ankaa)
- Pierre Belleville (Lofofora) — batterie (sur Tératologie)
- Daniel « Dan » Ballin (Tripod) — basse (sur Tératologie)
- Fabrice « Donat » Ferrer (Fis(ch)er) — basse (sur Tératologie)

## Discographie

### Albums studio
Samantha

### Démos
En tant que Melting Point
En tant que Eths